# 奧斯曼帝國突襲巴利阿里群島
鄂圖曼帝國突襲巴利阿里群島，發生於1501年，由海軍上將凱末爾·雷斯率領，並同時攻擊義大利的撒丁島和皮亞諾薩島。
這次是鄂圖曼帝國第一次西地中海戰役，這次戰事是回應格拉那達失守後當地穆斯林要求奧斯曼帝國反卡斯蒂利亞的鬥爭要求。之前鄂圖曼帝國蘇丹巴耶塞特二世已在1487年和1492年派艦隊搶把西班牙穆斯林難民接到北非海岸。
這次突襲的副產品是從一個西班牙水手身上得到一份早期哥倫布航海地圖。